# Xã Bearhouse, Quận Drew, Arkansas
Xã Bearhouse (tiếng Anh: Bearhouse Township) là một xã thuộc quận Drew, tiểu bang Arkansas, Hoa Kỳ. Năm 2010, dân số của xã này là 38 người.